# Jesús (Paraguay)
Jesús è un centro abitato del Paraguay, nel dipartimento di Itapúa. La località dista 42 km dal capoluogo del dipartimento, Encarnación, e forma uno dei 30 distretti del dipartimento.

## Popolazione
Al censimento del 2002 Jesús contava una popolazione urbana di 2.186 abitanti (5.560  nel distretto), secondo i dati della Dirección General de Estadística, Encuestas y Censos.

## Storia

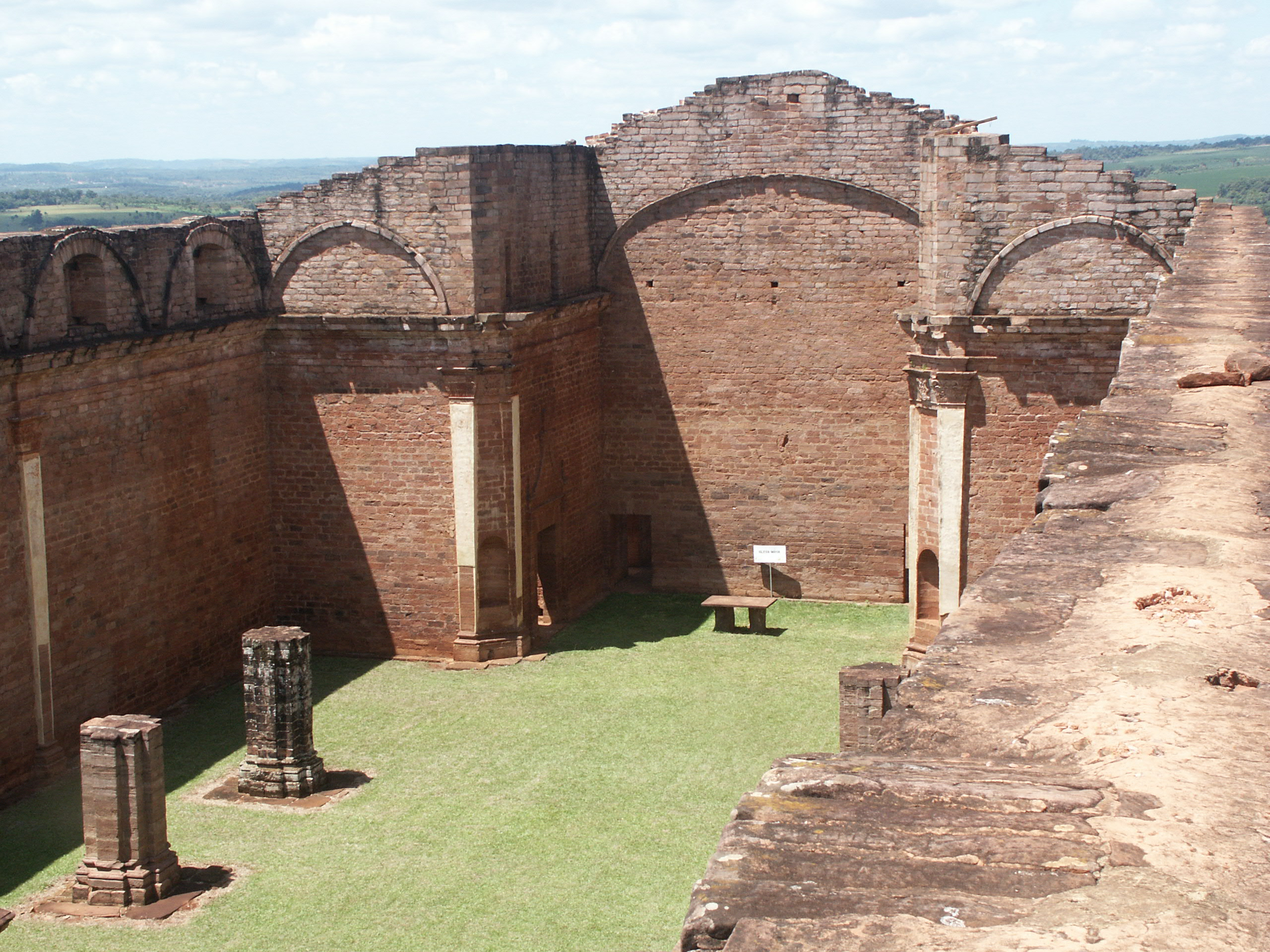
Rovine della riduzione di Jesús de Tavarangüe

La località fu fondata con il nome di Jesús de Tavarangue come riduzione nel 1685 dal padre gesuita Jerónimo Delfín e a causa delle incursioni dei bandeirantes paulisti, che razziavano le missioni in cerca di schiavi, fu spostata di luogo per tre volte prima di arrivare al sito in cui si trova oggi.
Nel 1768, all'epoca dell'espulsione dei gesuiti dai territori della Corona spagnola, la ricostruzione della riduzione non era ancora terminata; i resti oggi visitabili della missione non sono in realtà rovine ma ciò che rimane di un'opera mai terminata.
L'UNESCO ha dichiarato le rovine di Jesús de Tavarangue e quelle della vicina missione della Santísima Trinidad de Paraná Patrimonio mondiale dell'umanità.